# 藤原忠信 (三乃三位)
藤原 忠信（ふじわら の ただのぶ）は、平安時代中期の公卿。藤原北家魚名流、中納言・藤原山蔭の曾孫で、伊勢守・藤原祐之の次男。官位は従三位・美濃守。三乃三位と号す。

## 経歴
一条朝初頭の永延2年（988年）皇太后・藤原詮子の皇太后宮亮を務めていた。その後、美濃守を務めたのち、正暦4年（993年）12月10日に従三位に昇叙されて公卿となるが、その夜に夫妻共々出家。『一代要記』によれば、10日、治国により叙位、翌11日年来の宿願により出家し、「即ち薨じた」。この年、61歳。最終官位は前美濃守従三位。

## 官歴
- 天元4年（981年）5月22日：筑前守罷申?[6]
- 永延2年（988年） 3月21日：見皇太后宮亮四位（皇太后・藤原詮子）[7]
- 時期不詳：正四位下
- 時期不詳：信濃守[2]
- 正暦4年（993年） 3月5日：前美濃守[7]。12月10日：従三位[3]。10-11日：出家[4]

## 系譜
『尊卑分脈』、『公卿補任』による
- 曾祖父：藤原山蔭
- 祖父：藤原兼三
- 父：藤原祐之 - 正五位下伊勢守
- 母：藤原惟遠の娘 - または惟道、雅遠の娘
- 兄弟：藤原統理 - 中務少輔
- 兄弟：藤原俊宗 - 文章生。子に天台座主・明快
- 妻：不詳
- 生母不明の子女
  - 男子：藤原義遠 - 花山院判官代従五位下散位
  - 女子：平惟仲室
  - 女子：源頼光室 - 平惟仲の養女[8]